# Lienella tisisthenes
Lienella tisisthenes là một loài tò vò trong họ Ichneumonidae.